# Kirk Haygarth
Kirk Haygarth (* 20. Januar 1971) ist ein ehemaliger südafrikanischer Tennisspieler.

## Leben
Haygarth wuchs als Sohn von Renée Schuurman, fünffache Gewinnerin eines Grand-Slam-Doppeltitels sowie eines Mixed-Turniers, in einer tennisbegeisterten Familie auf. Er nahm 1985 an der Doppelkonkurrenz des Juniorenturniers der French Open teil, verlor jedoch in seine Erstrundenbegegnung. Wie sein Bruder Brent und seine Schwester Derryn besuchte er die Texas A&M University.
Von 1991 bis Mitte 1993 spielte er hauptsächlich auf unterklassigen Turnieren der Satellite-Serie. Danach spielte er auf der ATP Challenger Tour und konnte in Lüttich im August 1993 an der Seite von Brendan Curry seinen ersten Doppeltitel erringen. In der Folge trat er bei einigen Turnieren zusammen mit seinem Bruder Brent an. Ihr größter gemeinsamer Erfolg war dabei die Halbfinalteilnahme in Pontevedra, allerdings trennten sich ihre Wege im Februar 1994 wieder. Noch im selben Monat gewann er mit dem US-Amerikaner Bill Behrens das Challenger-Turnier von Celle mit einem Finalsieg über die Lokalmatadoren Alexander Mronz und Arne Thoms; beide standen zudem im Mai 1994 im Finale von Cali. Den dritten und letzten Doppeltitel auf der ATP Challenger Tour errang er an der Seite von Joshua Eagle in Oberstaufen. Auf der ATP World Tour war er weniger erfolgreich, sein bestes Resultat war die Halbfinalteilnahme beim Turnier von St. Pölten zusammen mit dem Australier Jon Ireland. Weitere nennenswerte Erfolge waren Viertelfinalteilnahmen in Tel Aviv mit Marcos Ondruska sowie in Johannesburg mit Grant Stafford. Seine höchste Notierung in der Tennis-Weltrangliste erreichte er 1994 mit Position 131 im Doppel sowie 1992 mit Position 944 im Einzel.
Für ein Grand-Slam-Turnier konnte er sich im Laufe seiner Karriere weder im Einzel, Doppel oder Mixed qualifizieren. Seinen einzigen Auftritt hatte er 1993 in Wimbledon, wo er an der Seite von Robbie Koenig in der ersten Runde der Qualifikation scheiterte.

## Turniersiege
| Legende                       |
| Grand Slam                    |
| Tennis Masters Cup            |
| ATP Masters Series            |
| ATP International Series Gold |
| ATP International Series      |
| ATP Challenger Tour (3)       |

### Doppel
| Nr. | Datum | Turnier     | Belag   | Partner       | Finalgegner                     | Ergebnis      |
| --- | ----- | ----------- | ------- | ------------- | ------------------------------- | ------------- |
| 1.  | 1993  | Lüttich     | Sand    | Brendan Curry | Jan Apell Paul Kilderry         | 6:3, 4:6, 6:4 |
| 2.  | 1994  | Celle       | Teppich | Bill Behrens  | Alexander Mronz Arne Thoms      | 6:4, 4:6, 6:3 |
| 3.  | 1994  | Oberstaufen | Sand    | Joshua Eagle  | Álex López Morón Massimo Valeri | 6:3, 6:2      |